# Y̊
Y̊ (minuskule ẙ) je speciální znak latinky, který se nazývá Y s kroužkem. Tento znak bývá používán v přepisu jazyků používajících arabské písmo, ale velmi často bývá vynecháván. Zde značí písmeno يْ. Dále může označovat zkratku stříbrného kovového prvku v minerálech vzácných zemin.
V Unicode mají písmena Y̊ a ẙ tyto kódy:
Y̊ <U+0059, U+030A> 
ẙ  U+1E99  